# منطقه چوگوکو

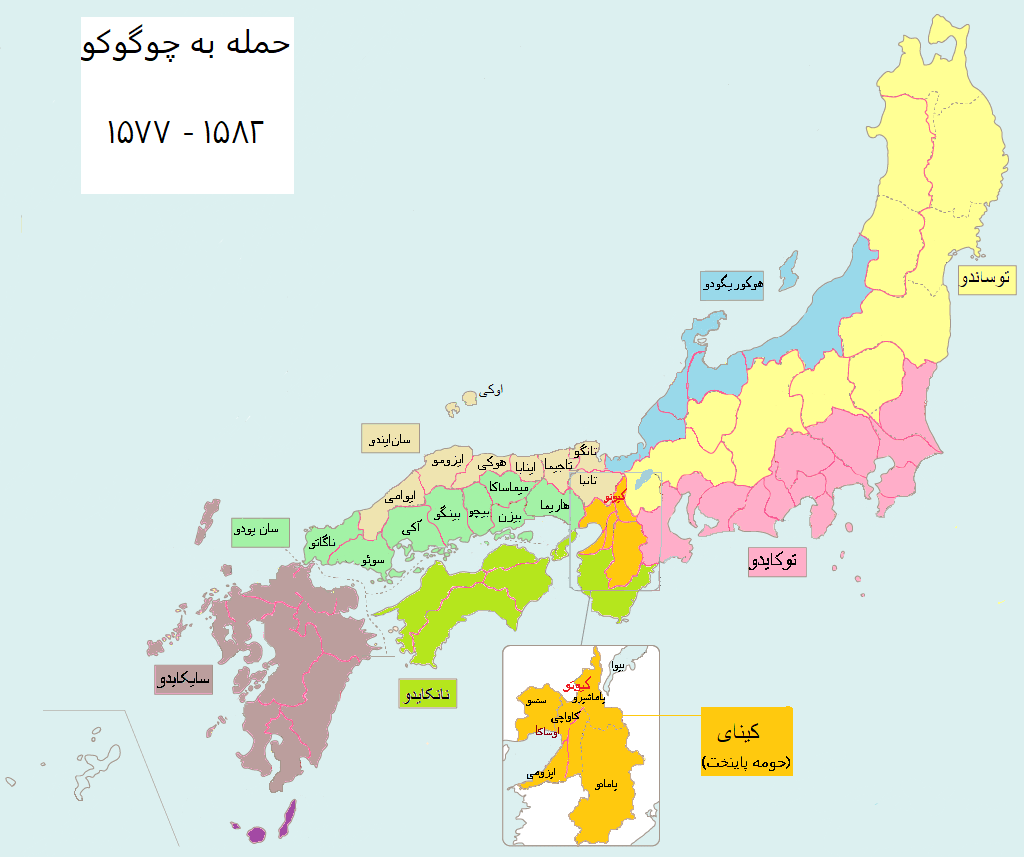
تقسیم‌بندی قدیم منطقه چوگوکو

چوگوکو (به ژاپنی: 中国地方) یکی از منطقه‌های کشور ژاپن است.
این منطقه در غربی‌ترین قسمت جزیرهٔ هونشو واقع شده.
نام چوگوکو به معنی «سرزمین میانی» است.